# Michael J. Willett
Pour les articles homonymes, voir Willett.
Michael J. Willett, né le 11 septembre 1989 à Fresno, est un musicien et acteur américain. Il a joué Lionel dans United States of Tara et Tanner dans G.B.F. mais il est principalement connu pour son rôle de Shane Harvey dans la série télévisée Faking It, diffusée sur MTV.

## Biographie
Michael a grandi à Fresno en  Californie. Depuis son plus jeune âge, il voulait être acteur et a déclaré « Quand j'étais plus jeune, je n'étais pas à l'aise avec cette partie de moi, qui était bavarde et extravertie. J'ai réalisé que c'était de cette façon que je permettrai aux gens de me connaître. J'ai grandi en essayant d'être une personne plus ouverte ».
Ouvertement gay dans sa vie personnelle, Michael a également souvent interprété des personnages gays (dans United states of Tara, Faking It et G.B.F.). Quand des questions à propos des divers personnages gays qu'il a joués lui ont été posées, il a répondu « Je veux jouer différents genres de personnages ; gay ou hétéro. Quand tu joues un tueur en série par exemple, tu ne te poses pas la question de si ça change tes standards moraux ou physiques. Tu ignores cette question et joues ton rôle. Je ne me suis pas posé de questions. Je veux jouer différents rôles et j'espère continuer à faire cela ».

## Carrière musicale
Michael Willet est aussi chanteur. Son premier album se nomme Diapason. Il a dit de son album : « Il est complet, riche et c'est une mélodieuse effusion de sons. C'est exactement comme ça que je décris ce que je fais ».

## Filmographie

### Cinéma
| Année | Titre                          | Rôle   |
| ----- | ------------------------------ | ------ |
| 2013  | G.B.F.                         | Tanner |
| 2015  | Pacte sur le campus (Téléfilm) | Rick   |

### Télévision
| Année      | Titre                                   | Rôle                           | Notes                            |
| ---------- | --------------------------------------- | ------------------------------ | -------------------------------- |
| 2004       | Le Monde de Joan (Joan of Arcadia)      | Billy                          | Épisode: 1                       |
| 2005       | FBI : Portés disparus (Without a Trace) | Aaron                          | Épisode: 1                       |
| 2010       | Cougar Town                             | Quatrième membre de la chorale | Épisode: 1                       |
| 2010       | Blue Mountain State                     | Joe Daniels                    | Épisode: 1                       |
| 2010-2011  | United States of Tara                   | Lionel Trane                   | Épisode: 16                      |
| 2014- 2016 | Faking It                               | Shane Harvey                   | Personnage principal             |
| 2019       | Dolly Parton's Heartstrings             | Cole                           | Épisode: 02 (série anthologique) |